# 霍利里奇 (密西西比州)
霍利里奇（英語：Holly Ridge）是位於美國密西西比州森弗勞爾縣的非建制地區。

## 歷史
霍利里奇的郵局於1891年設立，其後於1984年停運。

## 地理
霍利里奇所處的海拔為高於海平面38米（即125英呎），而該地所採用的時區為UTC-6，即北美中部時區（CST）。同時該地設有夏令時間，為UTC-6調快一小時，即UTC-5（CDT）。